# Stadion am Laubenweg
No Laubenweg Stadion, em Fürth, Baviera, o Spielvereinigung Greuther Fürth  o utiliza para a realização de seus jogos em casa. O estádio é conhecido como Ronhof ou Sportpark Ronhof o estádio ja foi uzado duas vezes pela seleção feminina da alemanha.